# El jorobado de Notre Dame (franquicia)
El jorobado de Notre Dame (The Hunchback of Notre Dame en su versión original en inglés) es una franquicia de medios de Disney que comenzó en 1996 con el lanzamiento de la película de animación El jorobado de Notre Dame, basada en la novela de 1831 Nuestra Señora de París de Victor Hugo.

## Películas

### El jorobado de Notre Dame(1996)
La 34.ª película de animación de Disney, cuya trama se centra en Quasimodo, el campanero deforme de Notre Dame, y su lucha por ser aceptado en la sociedad mientras se rebela contra su amo despiadado e intolerante, el juez Claude Frollo. Fue estrenada el 21 de junio de 1996.

### El jorobado de Notre Dame 2(2002)
Secuela de El jorobado de Notre Dame de 1996, en la que Quasimodo se enamora de una artista circense llamada Madellaine, cuyo jefe, Sarousch, planea robar una valiosa campana de Notre Dame. Fue lanzada directamente para video el 19 de marzo de 2002.

### Adaptación de acción real
En 2019 se anunció una adaptación en imagen real de la película de 1996, bajo el título inicial de producción de Hunchback (Jorobado).

## Musical
The Hunchback of Notre Dame (El jorobado de Notre Dame) es un musical basado en la película de animación de 1996, además de elementos de la novela original de Victor Hugo. El musical se estrenó en 1999 en Berlín, Alemania, como Der Glöckner von Notre Dame (literalmente traducido como El campanero de Notre Dame).

## Atracciones

### Festival of Fools
Festival of Fools, basado en la celebración que tiene lugar en la película de 1996, fue un espectáculo de Disneyland que comenzó cuando fue estrenada la película, teniendo su última función el 18 de abril de 1998.

## Videojuegos

### The Hunchback of Notre Dame: Topsy Turvy Games
Para coincidir con el estreno de la primera película, fue lanzado por Disney Interactive el videojuego The Hunchback of Notre Dame: Topsy Turvy Games ("El jorobado de Notre Dame: Juegos de Todo al Revés"), siendo una colección de minijuegos basados en el Festival de los Bufones. El juego fue lanzado el 13 de agosto de 1996 para Windows en Estados Unidos, posteriormente lanzándose en marzo de 1997 una versión para Game Boy en Norteamérica.

### Disney's Animated Storybook: The Hunchback of Notre Dame
Disney's Animated Storybook: The Hunchback of Notre Dame es un videojuego de point and click lanzado por Disney Interactive para PC el 11 de noviembre de 1996. Relata la trama de la película en formato de libro de cuentos animado de forma abreviada.

### Kingdom Hearts 3D: Dream Drop Distance
Un mundo basado en El Jorobado de Notre Dame, La Cité des Cloches (La Ciudad de las Campanas), debutó en la serie de videojuegos Kingdom Hearts en Kingdom Hearts 3D: Dream Drop Distance. Fue el primer mundo Disney nuevo confirmado para el juego. Quasimodo, Esmeralda, Febo, Claude Frollo y las tres gárgolas aparecen como personajes en el mundo, cumpliendo los mismos papeles que en la película original.

### Disney Magic Kingdoms
En el videojuego de construcción de mundo Disney Magic Kingdoms, durante un Evento de tiempo limitado basado en El Jorobado de Notre Dame, incluyó a Quasimodo, Esmeralda, Febo, Claude Frollo y Djali como personajes jugables, así como las atracciones El Son de Notre Dame y Carromato de marionetas de Clopin, en una historia que sirve como continuación tras los acontecimientos en la película.